# Museum van de Kanselarij der Nederlandse Orden
Het Museum van de Kanselarij der Nederlandse Orden is een Nederlands museum van de Kanselier der Nederlandse Orden. Het museum maakt onderdeel uit van het Nationaal Museum Paleis Het Loo in Apeldoorn en heeft een eigen conservator.

## Collectie
Tot de collectie van het museum behoren Nederlandse en buitenlandse orde-, onderscheidings- en herinneringstekens, eresabels, uniformen van verschillende ridderorden en kostuums, schilderijen en voorwerpen die betrekking hebben op decoraties of gedecoreerden. Het Museum van de Kanselarij is behulpzaam bij het onderzoek naar decoraties die langer dan 50 jaar geleden verleend zijn en hun dragers. Tot de taken van het Museum van de Kanselarij behoort ook de identificatie van portretten aan de hand van de onderscheidingstekens van de geportretteerden.
Het museum beschikt sinds de jaren'50 over een klein budget maar het kan een beroep doen op externe fondsen wanneer een bijzonder object kan worden verworven. Door een goede samenwerking met het Koninklijk Huisarchief kan men ook de vele bijzondere stukken in deze verzameling geregeld tentoonstellen.
De conservator van het museum is dr. G.P. Sanders. Tot 1990 was mevrouw J.P.A.E. van Zelm van Eldik - Kuneman conservatrice. Zij was de echtgenote van J.A. van Zelm van Eldik, die een grote rol speelde bij de stichting van het museum.

## Geschiedenis
Het museum werd op 14 september 1954 in 's-Gravenhage geopend. De eerste Kanselier van de Militaire Willems-Orde, generaal jhr. Jan Willem Janssens, pleitte in 1818 bij koning Willem I schriftelijk voor het aanwijzen van een passende behuizing van de kanselarij, zodat er een collectie borstbeelden, portretten en herinneringen kon worden opgebouwd die het "Militair Eergevoel" zouden opwekken. Dat miste de kanselier in Nederland. De kanselarij van een Nederlandse ridderorde was in die dagen bij de kanseliers of een ambtenaar thuis ondergebracht. Pas in 1831, na de Tiendaagse Veldtocht en de heldhaftige verdediging van de Citadel van Antwerpen, stelde de koning een commissie in waarvan hij Janssens voorzitter maakte.
Luitenant-generaal Dominique Jacques de Eerens, de minister van Oorlog, steunde het voorstel maar stelde dat beraad over de vraag of een "tempel der eer" ook voor "alle soort van verdiensten" open zou moeten staan nodig was.
De commissie die daarop moest onderzoeken hoe "op een eenvoudige, met de geaardheid en de zeden van het Nederlandsche volk overéénkomstige wyze, eene inrigting tot stand kon worden gebragt, welke meer byzonder tot het vereeuwigen van roemryke daden zal kunnen strekken", gaf geen advies. De koning benoemde Janssens tot voorzitter en viceadmiraal Buyskes, generaal-majoor graaf van Reede en twee ambtenaren van Binnenlandse Zaken, mr. Van Ewijck en mr. J.C. de Jonge tot leden. Omdat de voorzitter en de twee ambtelijke leden het oneens waren over het toelaten van eerbetoon aan wetenschappers, kunstenaars en andere burgers in een eretempel kon men niet tot een eensluidend advies komen.
De koning besloot daarom in 1832 niets te doen. Er werd geen geld ter beschikking gesteld voor een verzameling, kostbare oude onderscheidingstekens werden na teruggave omgesmolten of weggegooid en onderscheidingen die op veilingen opdoken verdwenen in buitenlandse verzamelingen. In België en Frankrijk was wél belangstelling voor ordetekenen zodat veel eretekens van de Orde van de Unie en de Orde van de Reünie in buitenlandse verzamelingen belandden.
De Kanselier van de Nederlandse Ridderorden, generaal Drijber, had op eigen initiatief een verzameling medailles en diploma's, maar geen ridderorden, bijeengebracht. Deze verzamelstukken en een grote verzameling oude gouden en zilveren eretekens bevonden zich in 1940 in de kluis van de kanselarij toen Nederland door Duitsland bezet werd.
Men zag af van een al langer voorbereide opruiming om zo te voorkomen dat het edelmetaal dat door omsmelting ter beschikking zou komen in de handen van de Duitsers zou vallen. Met toestemming van het ministerie van Binnenlandse Zaken werden de kruisen en sterren nu voor het eerst onderzocht en op jaar en herkomst gesorteerd. De jaarletters en meestertekens lieten zien dat het soms om unieke stukken uit de eerste jaren van het koninkrijk ging.
Met steun van minister Beel en inzameling onder de leden van de Koninklijke Vereniging van Leden der Nederlandse Ridderorden werd op 14 september 1954 een museum op de bovenverdieping van de kanselarij aan de Javastraat in 's-Gravenhage geopend, op dat moment museum voor de Nederlandse ridderorden genoemd.
Omdat museaal en conserverend werk niet bij de in de wet genoemde taken van de kanselarij behoren, waren de kanseliers Koot en Schaper voorstanders van het strikt scheiden van museum en kanselarij. Bij het ministerie van Welzijn, Volksgezondheid en Cultuur was wel steun voor het behoud van het museum.
Toen de kanselarij in 1978 verhuisde, bleef de collectie, verweesd en beperkt toegankelijk, achter in de Javastraat. Pas toen duidelijk werd dat er in het Paleis Het Loo veel ongebruikte ruimte zou zijn kreeg het museum weer perspectief. In 1983 werd het museum formeel losgemaakt van de kanselarij en overgebracht naar Apeldoorn. Het museum werd in de westvleugel ondergebracht en verhuisde in 2000 naar de kleinere, maar beter geschikte vertrekken in de Oostvleugel.

## Pronkstukken
- Een grote verzameling kruisen van de Militaire Willems-Orde
- Een omvangrijke verzameling ordetekenen, portretten en andere voorwerpen met betrekking tot de Koninklijke Orde van de Unie en de voorlopers
- De versierselen van de Orde van de Kousenband van koningin Wilhelmina
- Een verzameling met goud geborduurde uniformen van hovelingen
- Uniformen van de ridderlijke orden zoals de Duitse Orde en de Orde van Malta
- Een zeldzame keten van de Orde van de Heilige Michaël
- Een keten van de Orde van de Heilige Geest
- Een deelcollectie van twee elkaar spiegelende verzamelingen onderscheidingen van minister van Buitenlandse Zaken Joseph Luns en zijn chauffeur; bij ieder staatsbezoek kreeg Luns een grootkruis en de chauffeur de laagste van de beschikbare onderscheidingen
- De onderscheidingen van het Legioen van Eer uit alle perioden sinds de stichting. Deze kruisen weerspiegelen de Franse geschiedenis.
- Schilderijen, waaronder een portret door Karel van Veen
- De Dickin-medaille van de hond Ricky

## Publicaties
- J.P.A.E. van Zelm van Eldik-Kuneman en J.A. van Zelm, Het Loo. Collectie Museum van de Kanselarij der Nederlandse Orden, Apeldoorn 1988.
- G.P. Sanders, ‘Het Museum van de Kanselarij der Nederlandse Orden. De opening van de nieuwe presentatie’. In: De Beeldenaar 25 (2001), pp. 51–58.
- G.P. Sanders, Ridderorden en onderscheidingen in Paleis Het Loo. De internationale collectie van het Museum van de kanselarij der Nederlandse Orden, Apeldoorn 2008.

## Voetnoten
1. ↑  Koninklijk Besluit van 5 april 1831
2. ↑  Museum ridderorden geopend. Het Parool (14 september 1954). Geraadpleegd op 6 mei 2025 – via Delpher.